# Javari
De Javari (Spaans: Yavarí) is een rivier in Zuid-Amerika. De rivier vormt een natuurlijk grens tussen Peru en Brazilië en is ruim 1050 kilometer lang.
De rivier is voor ruim 400 km bevaarbaar.